# Nhà thi đấu Ninh Bình
Nhà thi đấu Ninh Bình là một nhà thi đấu nằm trên địa bàn thành phố Hoa Lư, Ninh Bình, Việt Nam, có sức chứa 3.040 chỗ ngồi. Địa điểm này khánh thành vào năm 2003, cùng thời điểm với Sân vận động Quốc gia Mỹ Đình, và là một trong những địa điểm đăng cai Đại hội Thể thao Đông Nam Á 2003, Đại hội Thể thao Đông Nam Á 2021. Đây cũng là sân nhà của hai câu lạc bộ bóng chuyền: Nam Ninh Bình và Nữ Ninh Bình đang tham dự Giải bóng chuyền vô địch quốc gia.

## Các sự kiện đã được tổ chức
- Đại hội Thể thao Đông Nam Á 2003: môn bóng chuyền nữ.[1]
- Đại hội Thể thao Đông Nam Á 2021: môn karate.[2]
- Giải bóng chuyền nữ quốc tế VTV Cup 2013
- Giải bóng chuyền nữ quốc tế VTV Cup 2024
- Giải bóng chuyền nữ quốc tế VTV cúp Bình Điền 2016.[3]
- Giải vô địch bóng chuyền Việt Nam: 2005, 2008, 2010, 2018, 2021, 2022
- Giải bóng chuyền cúp Hoa Lư (2004–nay).
- Cuộc thi Sáng tạo Robot Việt Nam 2016
- Cuộc thi Sáng tạo Robot châu Á – Thái Bình Dương 2018
- Người đẹp Hoa Lư 2018

## Các sự kiện dự kiến được tổ chức
- Cuộc thi Sáng tạo Robot Việt Nam 2025[4]

- Giải bóng chuyền nữ SEA V.League 2025
- Giải bóng chuyền vô địch quốc gia Việt Nam 2025
- Asian Students Games 2036: Lễ Khai mạc, môn karate.
- Asian Students Para Games 2036: môn Boccia